# مترومایل
مترومایل (به انگلیسی: Metromile) یک شرکت استارت آپ بیمه اتومبیل است که در سال ۲۰۱۱ در شهر سان فرانسیسکو آمریکا تأسیس شد.
این شرکت با نصب و استفاده از ابزار و تکنولوژی تله ماتیک خودروهای این ایالت را بر مبنا مسافت بیمه می‌کند.
در واقع مدل بیمه مترومایل پرداخت براساس مسافت که به اصطلاح به آن (pay as drive insurance) می‌گویند است. با استفاده از همین روش افرادی که سالانه کمتر از ۱۰۰۰۰ مایل با ماشین رانندگی میکنن می‌تواند تا صدها دلار تخفیف بگیرند.
از مزایا دیگر این شرکت و خدمات آن می‌توان به این موارد نیز اشاره کرد
1. اعلام کمک به نیروهای امدادی در هنگام تصادف
2. پیدا کردن خودرو در صورت مفقودی یا دزدیده شدن
3. داشتن اپ و توانایی مشاهده روند پیشرفت توسط بیمه گذار.

همچنین این شرکت با بستن قراردادی با تاکسی اینترنتی اوبر تاکسی‌های این شرکت را در ۳ ایالت کالیفرنیا واشینگتن و ایلینویز بر مبنا مسافت بیمه می‌کند.
این شرکت امروزه در هفت ایالت کالیفرنیا / نیوجرسی / واشینگتن /آریزونا / اورگا / ایلینویز / ویرجینیا فعالیت می‌کند.
همچنین سرمایه فعلی این شرکت بالغ بر ۲۰۰ میلیون دلار می‌باشد.